# Vredenburgh (Alabama)
 Vredenburgh, Alabama és una població dels Estats Units a l'estat d'Alabama. Segons el cens del 2000 tenia 327 habitants.

## Demografia
Segons el cens del 2000, Vredenburgh tenia 327 habitants, 98 habitatges, i 81 famílies La densitat de població era de 84,2 habitants/km².
Dels 98 habitatges en un 41,8% hi vivien nens de menys de 18 anys, en un 38,8% hi vivien parelles casades, en un 37,8% dones solteres, i en un 17,3% no eren unitats familiars. En el 15,3% dels habitatges hi vivien persones soles el 5,1% de les quals corresponia a persones de 65 anys o més que vivien soles. El nombre mitjà de persones vivint en cada habitatge era de 3,34 i el nombre mitjà de persones que vivien en cada família era de 3,72.
Per edats la població es repartia de la següent manera: un 37,6% tenia menys de 18 anys, un 10,7% entre 18 i 24, un 26,3% entre 25 i 44, un 17,1% de 45 a 60 i un 8,3% 65 anys o més.
L'edat mediana era de 28 anys. Per cada 100 dones hi havia 78,7 homes. Per cada 100 dones de 18 o més anys hi havia 67,2 homes.
La renda mediana per habitatge era de 27.321 $ i la renda mediana per família de 27.917 $. Els homes tenien una renda mediana de 26.500 $ mentre que les dones 10.833 $. La renda per capita de la població era de 5.892 $. Aproximadament el 27,7% de les famílies i el 31% de la població estaven per davall del llindar de pobresa.

## Poblacions més properes
El següent diagrama mostra les poblacions més properes.